# Řásnokřídlí
Řasnokřídlí (Strepsiptera) je řád hmyzu obsahující 9 čeledí s 600 druhy (v Česku 25). Většinu svého života tráví jako endoparazité v těle jiných druhů hmyzu, jako jsou včely, vosy, křískovití, rybenky nebo švábi. Jen první stádium larvy a samečci žijí volně. Pouze u bazální čeledi Mengenillidae jsou také dospělé samice volně žijící. Celý řád se vyznačuje výrazným pohlavním dimorfismem.

## Popis a způsob života
Samečci řasnokřídlích mají křídla, nohy, oči a tykadla, ale nemají funkční ústní ústrojí. Žijí velmi krátce (obvykle méně než pět hodin) a nepřijímají potravu. Samičky odvozenějších čeledí nikdy neopouštějí svého hostitele a nemají křídla ani nohy. Samičky mají taky nefunkční ústní orgány a živí se šťávami v těle svého hostitele, kde potravu přijímají celým povrchem svého těla. Neoplodněné samičky vypouštějí feromon, aby je mohli nalézt samečci. Samečci, kteří jsou velmi dobří letouni, jsou schopni samičku dostihnout a kopulovat s ní i na letící vose. Samičky z podřádu Stylopidia mají při kopulaci vystrčenou přední část těla ven z hostitele a sameček jim protrhne mateční průchod, který leží mezi hlavou a předohrudí. Spermie vstřikuje přímo do těla samičky. Každá samička vyprodukuje tisíce pohyblivých larev, které v prvním instaru opouštějí její tělo i hostitele. Tyto larvy mají nohy a aktivně vyhledávají nového hostitele. Mezi jejich hostitele patří hmyz z řádů rybenky (Zygentoma), rovnokřídlí (Orthoptera), švábi (Blattodea), kudlanky (Mantodea), ploštice (Heteroptera), blanokřídlí (Hymenoptera) a dvoukřídlí (Diptera). U čeledi Myrmecolacidae samečci parazitují na mravencích a samičky na rovnokřídlých.
Unikátní je líhnutí vajíček uvnitř samičky a život larvy prvního instaru (nazývané triungulinid) uvnitř těla samičky. Samička má mateční průchod, kterým larvy opouštějí její tělo. Při vývoji triungulinidů se často uplatňuje polyembryonie. Larvy prvního instaru mají jednoduchá očka. Jakmile se přichytí hostitele (obvykle na zadečku), začnou vylučovat enzymy, kterými změkčí jeho kutikulu (vnější kostru hmyzu) a vstupují do něj. U larvy druhu Stichotrema dallatorreanurn z Papuy Nové Guiney bylo zjištěno, že vstupuje do rovnokřídlého hostitele jeho nohou. Jakmile je larva uvnitř hostitele, projde nadproměnou (hypermetabolie) a stane se z ní méně pohyblivá a beznohá larva. Z hostitelské tkáně drážděné přítomností parazita se vytvoří komůrka, která chrání před imunitní obranou hostitele a je pro larvu místem přijímání hemolymfy jako potravy a růstu. Larva prochází čtyřmi instary, které neodvrhují starou kutikulu, takže se kolem nich tvoří několik vrstev. Po posledním svlékaní vytváří larva samečka kuklu. Samičky se rovnou stanou larvami schopnými rozmnožování (neotenie). Barva a tvar zadečku hostitele se vlivem parazita může změnit a také přivodí hostitelovu neplodnost. Samečci, po vylíhnutí z kukly, opouštějí tělo hostitele, zatímco samičky zůstávají v těle hostitele. Samičky mohou obsadit zadeček hostitele až do 90 % jeho objemu.
Samečci mají, na rozdíl od jiného hmyzu, oči připomínající schizochroální oči trilobitů řádu Phacopida. Namísto složených očí se spoustou ommatidii, jako u jiného hmyzu, mají jen několik desítek stemmat (jednoduchých oček) oddělených pokožkou nebo štětinami, takže oči připomínají ostružinu.
V jednom hostiteli lze najít více samic. Samce lze pozorovat jen zřídka. Jako lákadlo je možno použít světlo nebo neoplodněné samice.
Řasnokřídlí mohou ovlivňovat chování svých hostitelů. Druhy čeledi Myrmecolacidae mohou přimět mravence, aby vyšplhal na špičku listu trávy a tím zvýšit šanci na větší rozšíření feromonů pro přilákání samečka.

## Klasifikace
Řád byl pojmenovaný z řečtiny podle v klidu zkroucených zadních křídel (strepsi znamená kroucení a ptera jsou křídla). Přední křídla jsou redukovány na kyvadélka. Český název řasnokřídlí (příp. řasníci) je rovněž odvozen od jemného zřasení zadních křídel.
Původně se předpokládalo, že jsou příbuzní broukům z čeledi majkovití (Meloidae) a vějířníkovití (Ripiphoridae), kteří mají podobný parazitický vývoj a redukovaná přední křídla. První molekulární výzkum je zařazoval jako sesterskou skupinu dvojkřídlých do kladu nazývaného Halteria, které mají upravený jeden pár křídel v kyvadélka, a nedokázal jejich vztah k broukům. Novější molekulární výzkumy naznačovaly, že jsou mimo klad Mecopterida (obsahuje motýly a dvoukřídlé) a neexistoval žádný přesvědčivý důkaz pro příbuznost s jinou existující skupinou. Nejstarší známý zástupce tohoto řádu je Cretostylops engeli, který byl objevený v jantaru ze střední křídy z Myanmaru. V současné době je skupina řasníků obecně považována za sesterskou broukům, případně přímo za její součást.

### Čeledi
Řasnokřídlí se dělí na dva podřády Stylopidia a Mengenillidia.
Podřád Mengenillidia obsahuje zaniklou čeleď Mengeidae a jednu existující čeleď Mengenillidae. Mengenillidia je považována za primitivní. Samičky žijí volně se zakrnělýma nohama i tykadly. Mají jediný pohlavní otvor. Samečci mají silné čelisti.
Podřád Stylopidia obsahuje sedm čeledí: Corioxenidae, Halictophagidae, Callipharixenidae, Bohartillidae, Elenchidae, Myrmecolacidae a Stylopidae. Všechny mají endoparasitickou samičku s více pohlavními otvory. Samečci v čeledi Stylopidae mají chodidla skládající se ze 4 článků a tykadlo ze 4-6 článků s výrůstkem na třetím článků. Může se jednat o parafyletickou čeleď. Samečci v čeledi Elenchidae mají chodidla skládající se ze 2 článků a tykadlo ze 4 článků s výrůstkem na třetím článků. Taky se může jednat o parafyletickou čeleď. Samečci v čeledi Halictophagidae mají chodidla skládající se ze 3 článků a tykadlo ze 7 článků s výrůstkem na třetím a čtvrtém článku. Stylopidae většinou parazituje na vosách a včelách. Elenchidae jsou známy jako paraziti svítilek Fulgoroidea, zatímco Halictophagidae se nachází na křískovitých, ostnohřbetkovitých, pacvrčkovitých, švábech a jeden australský druh v mouchách (Diptera).